# EP Vulpeculae
EP Vulpeculae (EP Vul / CGCS 6805 / TYC 2138-692-1) es una estrella variable en la constelación de Vulpecula.
Sus fluctuaciones de brillo son irregulares, variando su magnitud aparente entre +11,0 y +14,7.
Su distancia al sistema solar es de 510 pársecs (1690 años luz).
EP Vulpeculae es una estrella S de tipo espectral S6,5-S8,7, una gigante roja similar a las de tipo M pero en cuyo espectro los óxidos dominantes son los formados por metales del quinto período de la tabla periódica.

Esta clase de estrellas se caracterizan por la pérdida de masa estelar, que en el caso de EP Vulpeculae se estima en 2 × 10-7 masas solares por año.
Su temperatura efectiva es de aproximadamente 2400 K y su diámetro es 380 veces más grande que el diámetro solar.
Su luminosidad bolométrica es 4000 veces mayor que la del Sol.
EP Vulpeculae es una estrella S «intrínseca» —los elementos del proceso-s y el carbono se han formado en la propia estrella—, lo que viene corroborado por la presencia de tecnecio en su atmósfera.
Su abundancia relativa de hierro es considerablemente inferior a la solar ([Fe/H] = -0,52) mientras que su relación [Zr/Ti] —propuesta para la clasificación de las estrellas S— es de 0,80.
Al igual que otras estrellas S como R Geminorum o W Aquilae, muestra emisión máser de SiO.